# Saint-Martin-Sainte-Catherine
Saint-Martin-Sainte-Catherine település Franciaországban, Creuse megyében. Lakosainak száma 330 fő (2022. január 1.). Saint-Martin-Sainte-Catherine Saint-Pierre-Chérignat, Le Châtenet-en-Dognon, Les Billanges, Saint-Laurent-les-Églises és Sauviat-sur-Vige községekkel határos.

## Népesség
A település népessége az elmúlt években az alábbi módon változott:
| Lakosok száma | 627  | 483  | 425  | 357  | 306  | 330  | 343  | 343  | 338  | 330  |
|               | 1968 | 1982 | 1990 | 2006 | 2013 | 2015 | 2017 | 2019 | 2020 | 2022 |